# Enzo Maresca
Enzo Maresca (Pontecagnano Faiano, Provincia de Salerno, 10 de febrero de 1980) es un exfutbolista y entrenador italiano que jugaba como centrocampista. Actualmente es entrenador del Chelsea Football Club de la Premier League en Inglaterra.
En su país jugó para varios clubes como la Juventus, que lo cedió dos veces durante la duración de su contrato. Vendido en 2004, se fue a jugar una temporada a la Fiorentina y luego continuó su carrera en la Liga con el Sevilla FC (cuatro años) y Málaga CF, apareciendo en 134 partidos y anotando 17 goles en la competición. Es muy querido por la afición del Sevilla FC, aparte de por sus grandes años en la capital hispalense, por llevar siempre presente a su malogrado compañero Antonio Puerta, acordándose de él siempre, ya sea vía Twitter o por otros medios. Intenta llevar el dorsal 16 en memoria de Antonio y lleva un tatuaje en el hombro derecho en el que pone "16, para siempre".
Maresca representó a Italia en la categoría juvenil, incluyendo la sub-21.

## Carrera como jugador

### Primeros años
Nacido en Pontecagnano Faiano, provincia de Salerno, Maresca comenzó a jugar fútbol a los 11 años con el AC Milan, uniéndose tres años después al Cagliari Calcio.
Hizo su debut senior en el club inglés West Bromwich Albion en 1998, donde jugó durante dos temporadas incompletas en la Football League First Division.

### Juventus y cesiones a Bologna, Piacenza y Fiorentina
En enero de 2000, a los 19 años, se trasladó a la Juventus, en el que juega solo un partido en el resto de la Serie A 1999-2000. Para la temporada 2000-2001 es cedido al Bologna, con quién disputa 23 partidos y ayudó a alcanzar la salvación boloñesa.
La próxima temporada de vuelta a la Juve, jugó 16 partidos de la Serie A y anotó un gol en el derbi contra el Torino (que celebra imitando el pico de un toro), y otros 12 partidos entre la Copa de Italia y la Liga de Campeones. Al final de la temporada, la Vecchia Signora y por lo tanto Enzo, ganó el campeonato.
Al año siguiente, en copropiedad se transfiere a Piacenza, donde, a pesar del descenso, marca 9 goles en 31 partidos.
Después de otra temporada con la Juventus (29 partidos en total y 4 goles en la Serie A, Copa de Italia y la Liga de Campeones), con el que ganó la Supercopa de Italia en la temporada 2004-2005 se marcha para siempre a la Fiorentina donde juega 28 partidos anotando 6 goles.

### Sevilla
El 16 de julio de 2005, Maresca se trasladó a Sevilla en España, por un traspaso de 2,5 millones de Euros y cuatro años. Se convirtió rápidamente en un jugador clave para su nuevo club, y terminó su primera temporada en la liga española con 29 partidos y ocho goles, sumando 11 partidos y 3 goles en la Copa de la UEFA que el club ganó, incluyendo dos en la final ante el Middlesbrough (4-0) donde fue nombrado Jugador del partido. También donó el premio de 10 000 € al Hospital San Juan de Dios de Sevilla. Maresca jugó 45 minutos en la final de 2007 de la Copa de la UEFA en el Hampden Park de Glasgow, donde el Sevilla defendió con éxito su título europeo, ante el RCD Espanyol. Él apareció de media en 22 partidos de liga en los últimos tres años en el Sevilla.

### Olympiakos
El 11 de julio de 2009, se trasladó al Olympiakos griego, donde en la primera temporada jugó 35 partidos y marcó 6 goles. La segunda temporada comenzó fuerte, de hecho en los primeros cuatro partidos de la temporada (válido como Europa League) Maresca consiguió dos goles, pero el 30 de agosto de 2010 tomó la sorpresiva decisión de rescindir el contrato con el equipo de El Pireo, pagando dos millones de euros de compromiso, debido a la falta de estimulación.

### Málaga
Desde principios de octubre de 2010 estuvo entrenando con la Fiorentina, y el 7 de diciembre de 2010 fue contratado por el Málaga CF, club español con quien firmó un contrato hasta 2012 con opción a un año más. Hizo su debut con la nueva camiseta el 5 de enero de 2011 en el partido de la Copa del Rey de Málaga-Sevilla (0-3), sustituyendo a Apoño el minuto 45. El 17 de septiembre de 2011 en el partido Mallorca-Málaga (0-1), alcanza 300 partidos como profesional en varias ligas en las que ha jugado; el 25 de marzo de 2012 en el partido Espanyol-Málaga (1-2) llega al partido número 400. En total con el Málaga jugó 42 partidos y marcó 4 goles.

### Vuelta a Italia
El 30 de agosto de 2012 Maresca regresó a Italia, firmando un contrato de dos años con la Sampdoria. Enzo elige el dorsal número 6 que dejó libre Massimo Volta. Hizo su debut con el nuevo equipo el 2 de septiembre en la victoria de local por 2-1 contra el Siena dando en el travesaño tras golpear un tiro ajustado. El 6 de octubre de 2012, en la derrota por 2-1 contra el Chievo, hizo su primer gol con la Sampdoria con un trallazo desde un tiro libre.
En enero de 2014, después de haber aparecido pocas veces en la primera mitad de la nueva campaña, acordó regresar a la Serie B y se unió al líder de la liga, el U.S. Palermo, que necesitaba un mediapunta. Tras contribuir a la conquista del campeonato del equipo, el 15 de septiembre de 2014 fue operado de una apendicitis aguda, y en enero siguiente firmó una ampliación de contrato para mantenerlo en el club hasta 2016.
En septiembre de 2016, se unió al Hellas Verona. El 13 de enero de 2017, Maresca rescindió su contrato con el club. El 10 de febrero del mismo año, anunció su retirada a través de su perfil personal de Instagram, tras una carrera futbolística de casi veinte años.

## Carrera como entrenador
El 1 de junio de 2017, Maresca fue presentado como parte del personal técnico del Ascoli para la próxima temporada. Como no tenía las insignias de entrenador requeridas en el momento de la contratación, fue designado oficialmente como asistente del nuevo entrenador Fulvio Fiorin, ex entrenador juvenil y cazatalentos del Milan.
En agosto de 2020, el Manchester City lo contrató como entrenador de su equipo Elite Development Squad. Después de ganar el título de la Premier League 2 con el club, el 27 de mayo de 2021 fue contratado como nuevo entrenador del Parma, para la temporada 2021-22.
A pesar de un equipo que incluye a ex estrellas internacionales como Gianluigi Buffon y Franco Vázquez, Maresca no logró llevar al club italiano a los lugares de ascenso y finalmente fue despedido el 23 de noviembre de 2021. En junio de 2022, regresó al Manchester City como uno de los asistentes del entrenador de Pep Guardiola, reemplazando a Juanma Lillo, quien se convirtió en entrenador del Al-Sadd.
El 16 de junio de 2023, Maresca fue nombrado nuevo entrenador del Leicester City hasta el 2026.El 26 de abril de 2024, logró el ascenso a la Premier League con dos jornadas de anticipación luego de la derrota del Leeds United ante el Queens Park Rangers.Unos días más tarde, obtuvo el título de la EFL Championship después de derrotar al Preston North End por 3-0.
El 3 de junio de 2024, fue nombrado entrenador del Chelsea y firmó un contrato hasta 2029 con opción de un año más.

## Clubes

### Como jugador
| Club                 | País       | Año         |
| -------------------- | ---------- | ----------- |
| West Bromwich Albion | Inglaterra | 1998 - 2000 |
| Juventus             | Italia     | 2000 - 2005 |
| Bologna FC (cedido)  | Italia     | 2000- 2001  |
| Piacenza (cedido)    | Italia     | 2002 - 2003 |
| Fiorentina (cedido)  | Italia     | 2004 - 2005 |
| Sevilla FC           | España     | 2005 - 2009 |
| Olympiacos F.C.      | Grecia     | 2009 - 2010 |
| Málaga C.F.          | España     | 2010 - 2012 |
| Sampdoria            | Italia     | 2012 - 2014 |
| U. S. Palermo        | Italia     | 2014 - 2016 |
| Hellas Verona        | Italia     | 2016 - 2017 |

### Como entrenador asistente
| Club            | País       | Año         |
| --------------- | ---------- | ----------- |
| Ascoli          | Italia     | 2016 - 2017 |
| Sevilla FC      | España     | 2017 - 2018 |
| West Ham United | Inglaterra | 2018 - 2019 |
| Manchester City | Inglaterra | 2022 - 2023 |

### Como entrenador
| Club                   | País       | Año           |
| ---------------------- | ---------- | ------------- |
| Manchester City Sub-23 | Inglaterra | 2020 - 2021   |
| Parma                  | Italia     | 2021          |
| Leicester City         | Inglaterra | 2023 - 2024   |
| Chelsea                | Inglaterra | 2024-presente |

## Estadísticas como entrenador
| Equipo                    | Div.                | Temporada           | Liga  | Liga | Liga | Liga | Liga |       | Copa | Copa | Copa | Copa  |    | Internacional | Internacional | Internacional | Internacional | Internacional |   | Otros | Otros | Otros | Otros |    | Totales     | Totales | Totales | Totales | Totales | Totales | Totales | Totales |
| Equipo                    | Div.                | Temporada           | Part. | G    | E    | P    | Pos. | Part. | G    | E    | P    | Part. | G  | E             | P             | Pos.          | Part.         | G             | E | P     | Part. | G     | E     | P  | Rendimiento | GF      | GC      | Dif.    |         |         |         |         |
| ------------------------- | ------------------- | ------------------- | ----- | ---- | ---- | ---- | ---- | ----- | ---- | ---- | ---- | ----- | -- | ------------- | ------------- | ------------- | ------------- | ------------- | - | ----- | ----- | ----- | ----- | -- | ----------- | ------- | ------- | ------- | ------- | ------- | ------- | ------- |
| Parma · Italia            | 2.ª                 | 2021-22             | 13    | 4    | 5    | 4    | Inc. | 1     | 0    | 0    | 1    | -     | -  | -             | -             | -             | -             | -             | - | -     | 14    | 4     | 5     | 5  | 40.47%      | 18      | 21      | -3      |         |         |         |         |
| Parma · Italia            | Total               | Total               | 13    | 4    | 5    | 4    | -    | 1     | 0    | 0    | 1    | -     | -  | -             | -             | -             | -             | -             | - | -     | 14    | 4     | 5     | 5  | 40.47%      | 18      | 21      | -3      |         |         |         |         |
| Leicester City Inglaterra | 2.ª                 | 2023-24             | 46    | 31   | 4    | 11   | 1.º  | 7     | 5    | 0    | 2    | -     | -  | -             | -             | -             | -             | -             | - | -     | 53    | 36    | 4     | 13 | 70.44%      | 103     | 50      | +53     |         |         |         |         |
| Leicester City Inglaterra | Total               | Total               | 46    | 31   | 4    | 11   | -    | 7     | 5    | 0    | 2    | -     | -  | -             | -             | -             | -             | -             | - | -     | 53    | 36    | 4     | 13 | 70.44%      | 103     | 50      | +53     |         |         |         |         |
| Chelsea Inglaterra        | 1.ª                 | 2024-25             | 38    | 20   | 9    | 9    | 4.º  | 4     | 2    | 0    | 2    | 15    | 13 | 0             | 2             | 1.º           | 7             | 6             | 0 | 1     | 64    | 41    | 9     | 14 | 68.75%      | 137     | 64      | +73     |         |         |         |         |
| Chelsea Inglaterra        | 1.ª                 | 2025-26             | 1     | 0    | 1    | 0    | -    | 0     | 0    | 0    | 0    | 0     | 0  | 0             | 0             | -             | -             | -             | - | -     | 1     | 0     | 1     | 0  | 33.33%      | 0       | 0       | +0      |         |         |         |         |
| Chelsea Inglaterra        | Total               | Total               | 39    | 20   | 10   | 9    | -    | 4     | 2    | 0    | 2    | 15    | 13 | 0             | 2             | -             | 7             | 6             | 0 | 1     | 65    | 41    | 10    | 14 | 68.21%      | 137     | 64      | +73     |         |         |         |         |
| Total en su carrera       | Total en su carrera | Total en su carrera | 98    | 55   | 19   | 24   | -    | 12    | 7    | 0    | 5    | 15    | 13 | 0             | 2             | -             | 7             | 6             | 0 | 1     | 132   | 81    | 19    | 32 | 66.16%      | 258     | 135     | +123    |         |         |         |         |
| 1. 2. 3.                  |                     |                     |       |      |      |      |      |       |      |      |      |       |    |               |               |               |               |               |   |       |       |       |       |    |             |         |         |         |         |         |         |         |

#### Resumen por competiciones
| Competición                  | Partidos | Ganados | Empatados | Perdidos | %      | Resultado        |
| ---------------------------- | -------- | ------- | --------- | -------- | ------ | ---------------- |
| Serie B                      | 13       | 4       | 5         | 4        | 43.59% | 14.º lugar       |
| Copa Italia                  | 1        | 0       | 0         | 1        | 0%     | Primera ronda    |
| EFL Championship             | 46       | 31      | 4         | 11       | 70.29% | Campeón          |
| Premier League               | 39       | 20      | 10        | 9        | 59.83% | 4.º lugar        |
| FA Cup                       | 6        | 4       | 0         | 2        | 66.67% | Cuartos de final |
| EFL Cup                      | 5        | 3       | 0         | 2        | 60%    | Octavos de final |
| Liga de Campeones de la UEFA | 0        | 0       | 0         | 0        | 0%     | En disputa       |
| Liga Conferencia de la UEFA  | 15       | 13      | 0         | 2        | 86.67% | Campeón          |
| Mundial de Clubes de la FIFA | 7        | 6       | 0         | 1        | 85.71% | Campeón          |
| TOTAL                        | 132      | 81      | 19        | 32       | 66.16% | 4 Títulos        |

## Palmarés

### Como jugador

#### Campeonatos nacionales
| Título              | Club          | País   | Año     |
| ------------------- | ------------- | ------ | ------- |
| Serie A             | Juventus      | Italia | 2001-02 |
| Supercopa de Italia | Juventus      | Italia | 2003    |
| Copa del Rey        | Sevilla FC    | España | 2006-07 |
| Supercopa de España | Sevilla FC    | España | 2007    |
| Serie B             | U. S. Palermo | Italia | 2013-14 |

#### Copas internacionales
| Título              | Club       | Sede      | Año     |
| ------------------- | ---------- | --------- | ------- |
| Copa de la UEFA     | Sevilla FC | Eindhoven | 2005-06 |
| Supercopa de Europa | Sevilla FC | Mónaco    | 2006    |
| Copa de la UEFA     | Sevilla FC | Glasgow   | 2006-07 |

### Como entrenador

#### Campeonatos nacionales
| Título           | Club                   | País       | Año     |
| ---------------- | ---------------------- | ---------- | ------- |
| Premier League 2 | Manchester City Sub-23 | Inglaterra | 2020-21 |
| EFL Championship | Leicester City         | Inglaterra | 2023-24 |

#### Campeonatos internacionales
| Título                            | Club          | Sede         | Año     |
| --------------------------------- | ------------- | ------------ | ------- |
| Liga Conferencia de la UEFA       | Chelsea F. C. | Breslavia    | 2024-25 |
| Copa Mundial de Clubes de la FIFA | Chelsea F. C. | Nueva Jersey | 2025    |